# فريدريك-ويلهلم كيل
فريدريك-ويلهلم كيل هو سياسي ألماني، ولد في 1934 في برلين في ألمانيا. نشط حزبياً في الحزب الديمقراطي الحر. وقد انتخب عمدة وانتخب عضو مجلس الشورى الموحد بادن فورتمبيرغ ‏.

## وصلات خارجية
- فريدريك-ويلهلم كيل على موقع مونزينجر (الألمانية)